# Béard-Géovreissiat
Béard-Géovreissiat (bis 2008 Géovreissiat) ist eine französische Gemeinde mit 1048 Einwohnern (Stand 1. Januar 2022) im Département Ain in der Region Auvergne-Rhône-Alpes. Sie gehört zum Kanton Nantua im Arrondissement Nantua.

## Geographie
Die Gemeinde Béard-Géovreissiat liegt auf 560 m, etwa elf Kilometer südwestlich der Stadt Oyonnax und 25 Kilometer östlich der Präfektur Bourg-en-Bresse (Luftlinie). Das Dorf erstreckt sich im nördlichen Bugey, an einem nach Westen abfallenden Hang über der Talebene des Oignin im Jura.
Die Fläche des 4,69 km² großen Gemeindegebiets umfasst einen Abschnitt des südlichen französischen Juras. Die südliche Grenze verläuft entlang der Hauptstraße, die von Nantua nach Bourg-en-Bresse führt und in der Ebene von Brion liegt. Von hier erstreckt sich das Gemeindeareal nordwärts auf die angrenzenden Höhen von Bois de Ban und Mollard de Bretonne zwischen Géovreissiat und Montréal. Auf Letzterem wird mit 724 m die höchste Erhebung der Gemeinde erreicht. Die westliche Abgrenzung bildet der gewundene Lauf des Oignin, der hier aus der Ebene von Brion austritt, durch ein leicht in die Umgebung eingetieftes Tal fließt und danach das Becken von Izernore erreicht.
Die Gemeinde besteht aus drei Ortsteilen:
- Géovreissiat (560 m) in einer Mulde südwestlich des Mollard de Bretonne
- Béard (490 m) an der Talenge des Oignin nördlich der Ebene von Brion
- Saint-Germain-de-Béard (490 m) auf dem Plateau östlich des Oignin

Nachbargemeinden von Béard-Géovreissiat sind Izernore im Norden, Montréal-la-Cluse im Osten, Brion im Süden sowie Nurieux-Volognat im Westen.

## Geschichte
Seit dem 12. Jahrhundert bildete Géovreissiat eine Pfarrei, die zunächst von Belley, dann vom Kloster Nantua abhängig war. Das Dorf befand sich unter der Herrschaft der Thoire-Villars und ab 1402 unter der Oberhoheit der Grafen von Savoyen. Mit dem Vertrag von Lyon gelangte Géovreissiat im Jahre 1601 an Frankreich. Zu einer Gebietsveränderung kam es 1845, als Brion von Géovreissiat abgetrennt und zu einer selbständigen Gemeinde erhoben wurde. Per Dekret vom 3. Oktober 2008 wurde die Gemeinde in Béard-Géovreissiat umbenannt.

## Bevölkerung
| Jahr                       | 1962 | 1968 | 1975 | 1982 | 1990 | 1999 | 2006 | 2013 | 2020 |
| Einwohner                  | 225  | 238  | 279  | 323  | 455  | 714  | 865  | 999  | 1044 |
| Quellen: Cassini und INSEE |      |      |      |      |      |      |      |      |      |

Mit 1048 Einwohnern (1. Januar 2022) gehört Béard-Géovreissiat zu den kleineren Gemeinden des Départements Ain. Seit Beginn der 1960er Jahre wurde eine markante Bevölkerungszunahme verzeichnet, verbunden mit einer Verdreifachung der Einwohnerzahl.

## Sehenswürdigkeiten
Die Kirche Saint-Jean-Baptiste wurde im 19. Jahrhundert neu erbaut.

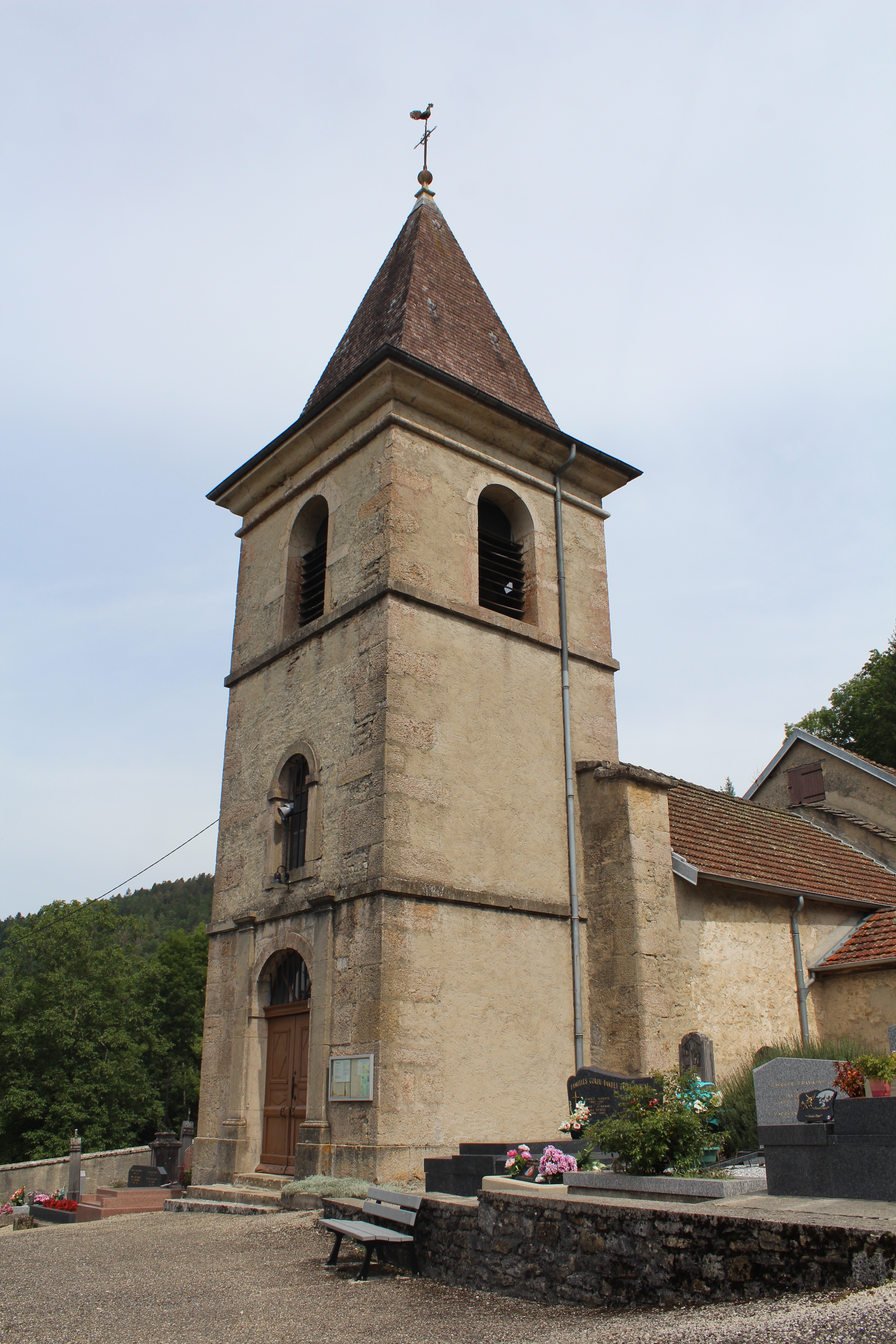
Kirche Saint-Jean-Baptiste
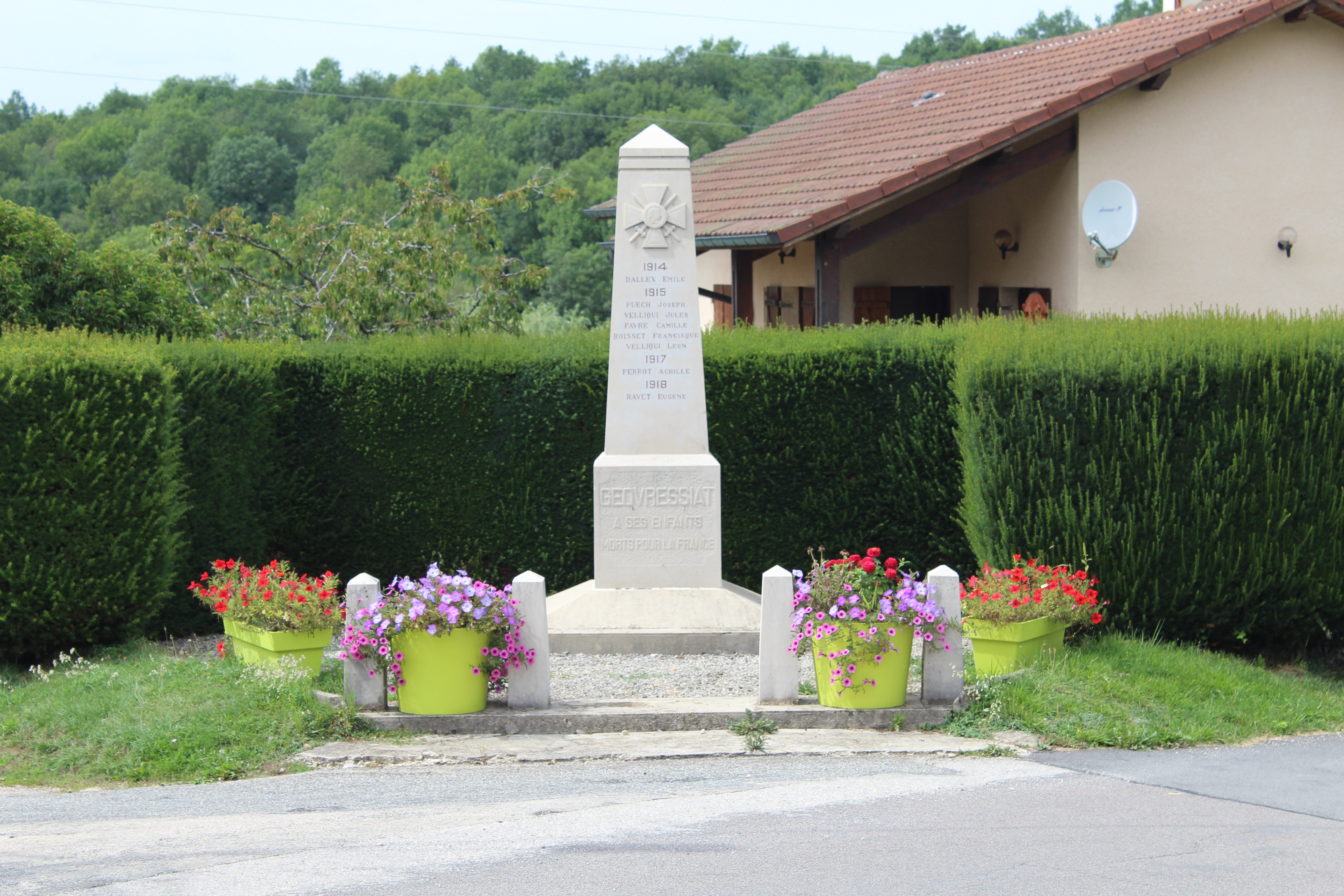
Gefallenendenkmal

## Wirtschaft und Infrastruktur
Béard-Géovreissiat war bis weit ins 20. Jahrhundert hinein ein vorwiegend durch die Landwirtschaft geprägtes Dorf. Daneben gibt es heute einige Betriebe des Klein- und Mittelgewerbes, unter anderem ein Elektrizitätswerk. Mittlerweile hat sich das Dorf auch zu einer Wohngemeinde gewandelt. Viele Erwerbstätige sind deshalb Wegpendler, die in den größeren Ortschaften der Umgebung ihrer Arbeit nachgehen.
Die Ortschaft ist verkehrsmäßig sehr gut erschlossen. Sie liegt nahe der Départementsstraße D979, die von Nantua nach Bourg-en-Bresse führt. Eine weitere Straßenverbindung besteht mit Izernore. Der nächste Anschluss an die Autobahn A404 (Saint-Martin-du-Frêne – Oyonnax) befindet sich in einer Entfernung von rund 3 km.
In Béard-Géovreissiat befindet sich eine staatliche école primaire (Grundschule mit eingegliederter Vorschule).